# Live (Fernsehsendung)
live war der Titel einer Talkshow des ZDF in den Jahren 1987 bis 1996.
Moderatoren der ersten Sendung am 26. März 1987 waren Amelie Fried, Trutz Beckert und der ehemalige Bundespräsident Walter Scheel, der sich nach der Premiere, die für die Kritiker ein „Fehlstart“ war, wieder zurückzog. Die Sendung wurde aus der Alten Oper in Frankfurt ausgestrahlt. Sie lief zunächst monatlich, später alle 14 Tage am Donnerstagabend um 22.15 Uhr.
Als Beckert im Juni 1988 überraschend starb, übernahm Harry Valérien die Co-Moderation. Die Sendung war nun jedoch nicht mehr so erfolgreich. Ende 1989 verließ Fried die Sendung. Des Weiteren moderierten der vom auslandsjournal bekannte Rudolf Radke, die Publizistin Elke Heidenreich und der langjährige ZDF-Auslandskorrespondent Hans W. Scheicher die Sendung. Die letzten Moderatoren waren die Journalistin Christa Schulze-Rohr und der seit 1984 für das ZDF tätige Wolfgang Herles, der die Sendung schließlich von Januar 1995 bis zu ihrem Ende allein leitete, wobei die durchschnittliche Zuschauerzahl bereits Mitte 1995 unter 1,5 Millionen sank.
Nachfolger wurde Tacheles mit Johannes Gross.